# Kummersche Fläche
Die kummerschen Flächen sind eine Menge von algebraische Flächen der Ordnung 4, die erstmals von Ernst Eduard Kummer (1810–1896) untersucht wurden.
Die meisten der kummerschen Flächen besitzen 16 singuläre Punkte und ebenso viele singuläre Tangentialebenen. Die Singularitäten sind einfache Doppelkegel und 16 ist die Maximalanzahl für Singularitäten einer Fläche 4. Ordnung. Die Symmetrien entsprechen denen eines regelmäßigen Tetraeders.
Es sind einfache Spezialfälle von K3-Flächen und gehören damit zu den Calabi-Yau-Mannigfaltigkeiten. Die fresnelsche Wellenfläche ist eine spezielle Unterart.